# Peter Reinhold
Peter Paul Reinhold (* 1. Dezember 1887 in Blasewitz; † 1. April 1955 auf Capri, Italien) war ein deutscher Verleger und Politiker (DDP).

## Leben und Beruf
Er wuchs als Sohn des Generaldirektors H. L. Reinhold und seiner Ehefrau Gertrud Staudinger auf. Ein Vorfahr der Mutter war Lucas Andreas Staudinger, der um 1800 gegen die Leibeigenschaft gekämpft hatte. Nachdem er 1906 am Vitzthum-Gymnasium in Dresden das Abitur erworben hatte, studierte Reinhold Geschichte, Nationalökonomie, Völkerkunde und Kunstgeschichte in Rom, Genf, Freiburg im Breisgau, Berlin und Leipzig. Er wurde 1910 mit der Arbeit Die Empörung König Heinrichs VII. gegen seinen Vater in Leipzig zum Dr. phil. promoviert.
Er unternahm anschließend Reisen ins Ausland und leitete seit 1913 den Verlag des Leipziger Tageblatts, den er 1921 an den Ullstein Verlag verkaufte. Daneben gründete er zusammen mit Kurt Wolff den Verlag Der Neue Geist. Weiterhin übernahm er die Zeitschrift Europäische Revue. Auch betätigte er sich in diesen Jahren als Schriftsteller. Seit dem 4. Juni 1917 war er mit Caroline Merck, der Tochter von Carl Emanuel Merck und seiner Ehefrau Clara Blanckarts, verheiratet, die aus der bekannten Familie aus Darmstadt stammte.
In der Spätphase der Weimarer Republik war Reinhold Aufsichtsratsmitglied mehrerer Unternehmen und Begründer der Zentralbank Deutscher Industrieller im Oktober 1928. Diese Bank hatte die Aufgabe, für deutsche Unternehmen US-Kredite mittleren Umfangs zu organisieren. Er unternahm 1927/28 Reisen in die Vereinigten Staaten, wo er Vorträge über den Dawes-Plan u. a. am Williamstown Institute of Politics hielt. Von 1930 bis 1933 war er als leitender Mitarbeiter bei der Vossischen Zeitung tätig. Während der Zeit des Nationalsozialismus war er Aufsichtsratsvorsitzender einer Zellstoff- und Papierfabrik in Hirschberg und Betriebsleiter einer Papierfabrik in Halle (Saale).
Nach dem Zweiten Weltkrieg siedelte Reinhold nach Westdeutschland über, wirkte dort als Schriftsteller und war als Privatdozent an der Yale University sowie an der University of Oxford tätig. Von 1953 bis zu seinem Tode war er Aufsichtsratsvorsitzender bei der E. Merck AG in Darmstadt.

## Partei
Reinhold schloss sich nach dem Ersten Weltkrieg der DDP an. Seit 1930 war er Mitglied der Deutschen Staatspartei (DStP), in der die DDP aufgegangen war.

## Abgeordneter
Reinhold gehörte von 1919 bis 1924 der Sächsischen Volkskammer bzw. dem Sächsischen Landtag an. Von Mai 1928 bis Juli 1932 war er Mitglied des Reichstags. Im Parlament vertrat er den Wahlkreis Hessen-Nassau.

## Öffentliche Ämter
Reinhold amtierte vom 6. April bis zum 13. Dezember 1920 sowie vom 4. Januar 1924 bis zum 27. Januar 1926 als sächsischer Staatsminister der Finanzen in den von Georg Gradnauer, Wilhelm Buck und Max Heldt geleiteten Landesregierungen. Dabei widmete er sich besonders dem Ausbau der Wasserkraftwerke in Sachsen. Seinen Wohnsitz hatte er 1929 in Dresden-Loschwitz, in der Villa Diana, Plattleite 5.
Er wurde am 19. Januar 1926 als Reichsminister der Finanzen in die von Reichskanzler Hans Luther geführte Regierung berufen und gehörte auch der von Reichskanzler Wilhelm Marx geleiteten Folgeregierung an. Im Frühjahr 1926 führte er im zweiten Kabinett Luther eine Steuersenkungsaktion durch.
Mit der Bildung einer Koalition aus Zentrum, BVP, DVP und DNVP schied er am 28. Januar 1927 aus der Reichsregierung aus und wurde in seinem Amt von Heinrich Köhler abgelöst. Nach der Machtübernahme der Nationalsozialisten zog er sich aus der aktiven Politik zurück. Im Jahre 1935 wohnte er in Berlin-Dahlem, Heideweg 9. 1940 kaufte er außerdem die Burg Rannariedl in Oberösterreich.

## Mitglied des Aufsichtsrats 1929
- Centralbank deutscher Industrie (Vorsitz)
- Kurt Wolff Verlag AG
- Thodesche Papierfabrik AG
- Heilmann & Littmann, Bau- und Immobilien AG
- Preußische Hypotheken-Actien-Bank, Berlin
- Aktiengesellschaft Sächsische Werke
- Sachsenwerk, Licht- und Kraft-AG
- Sächsische Bank, Dresden
- Officin Haag-Drugelin, Leipzig
- Großenhainer Wechselbank, Großenhain
- Sondermann & Stier AG, Chemnitz

## Schriften
- Der Pfauenaugentag. 1909.
- Rügers Schwarzsehen. 1911.
- Empörung Heinrichs VII. gegen seinen Vater. 1911.
- Die Reichstags-Parteien. 1912.
- Deutsche Finanz- und Wirtschaftspolitik. Rede gehalten am 23. April 1927 zu Hamburg, Leipzig 1927.
- The Economic, Financial and Political State of Germany since the War. New Haven 1928.